# Processo de Wiener

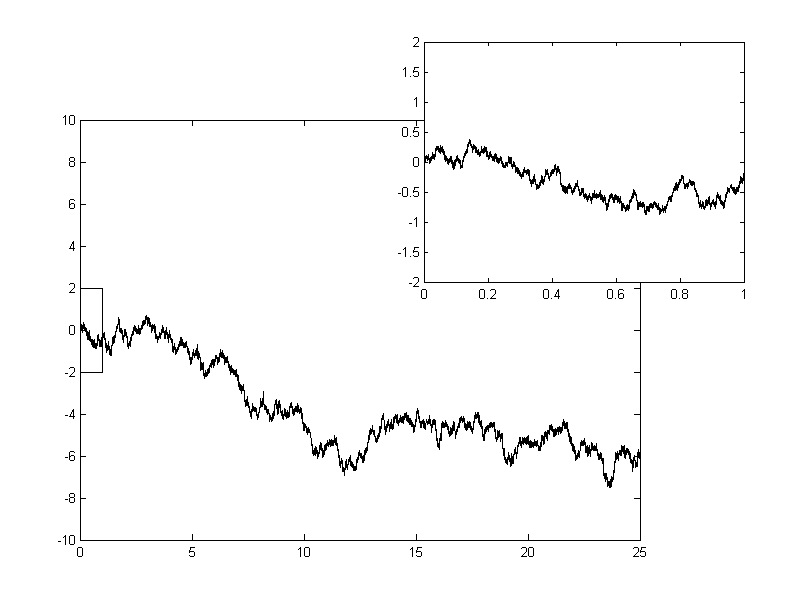
Uma representação simples de um processo de Wiener unidimensional

Em matemática, o processo de Wiener é um processo estocástico de tempo contínuo, que recebe este nome em homenagem a Norbert Wiener. É frequentemente chamado de processo de movimento browniano padrão ou movimento browniano devido a sua conexão histórica com o processo físico conhecido como movimento browniano primeiramente observado por Robert Brown. Foi também estudado por Albert Einstein. É um dos mais conhecidos processos de Lévy (processos estocásticos càdlàg com incrementos independentes estacionários) e ocorre frequentemente em matemática pura e aplicada, economia, matemática financeira e física.

Uma representação simples de um processo de Wiener tridimensional

O processo de Wiener desempenha um papel importante tanto na matemática pura, quanto na aplicada. Em matemática pura, o processo de Wiener fez surgir o estudo de martingales de tempo contínuo. É um processo-chave em cujos termos processos estocásticos mais complicados podem ser descritos, em especial, por ser um dos únicos processos que é, ao mesmo tempo, martingale e markoviano. Como tal, desempenha um papel vital no cálculo estocástico, nos processos de difusão e, até mesmo, na teoria do potencial. É o processo condutor da evolução de Schramm-Loewner. Em matemática aplicada, o processo de Wiener é usado para representar a integral de um processo gaussiano de ruído branco, que é útil no que se refere a modelos de ruído na engenharia eletrônica (veja ruído browniano), erros de instrumento em teoria da filtragem e forças desconhecidas em teoria de controle.
O processo de Wiener tem aplicações por todas as ciências matemáticas. Em física, é usado para estudar o movimento browniano, a difusão de partículas mínimas suspensas em fluido, e outros tipos de difusão via equações de Langevin e Fokker-Planck. Também constitui a base da formação de integrais de caminho da mecânica quântica (pela fórmula de Feynman-Kac, uma solução à equação de Schrödinger que pode ser representada nos termos do processo de Wiener) e do estudo da inflação eterna na cosmologia física. Também é proeminente na teoria matemática das finanças, em particular no modelo Black-Scholes de precificação de opções.

## Caracterizações do processo de Wiener
O processo de Wiener {\displaystyle W_{t}} é caracterizado pelas seguintes propriedades:
1. {\displaystyle W_{0}=0} q.c.
2. {\displaystyle W} tem incrementos independentes: para todo {\displaystyle t>0}, os incrementos futuros {\displaystyle W_{t+u}-W_{t}}, {\displaystyle u\geq 0}, são independentes dos valores passados {\displaystyle W_{s}}, {\displaystyle s\leq t}.
3. {\displaystyle W} tem incrementos gaussianos: {\displaystyle W_{t+u}-W_{t}} é normalmente distribuído com média {\displaystyle 0} e variância {\displaystyle u}, {\displaystyle W_{t+u}-W_{t}\sim {\mathcal {N}}(0,u)}
4. {\displaystyle W} tem caminhos contínuos: com probabilidade {\displaystyle 1}, {\displaystyle W_{t}} é contínuo em {\displaystyle t}.

Por incrementos independentes, diz-se que, se {\displaystyle 0\leq s_{1}<t_{1}\leq s_{2}<t_{2}}, então {\displaystyle W_{t1}-W_{s1}} e {\displaystyle W_{t2}-W_{s2}} são variáveis aleatórias independentes e a mesma condição se mantém para {\displaystyle n} incrementos.
Uma caracterização alternativa do processo de Wiener é a então chamada caracterização de Lévy, que diz que o processo de Wiener é um martingale quase certamente contínuo com {\displaystyle W_{0}=0} e variação quadrática {\displaystyle [W_{t},W_{t}]=t} (o que significa que {\displaystyle W_{t}^{2}-t} é também um martingale).
Uma terceira caracterização diz que o processo de Wiener tem um representação espectral como uma série de senos cujos coeficientes são variáveis aleatórias independentes {\displaystyle N(0,1)}. Esta representação pode ser obtida usando o teorema de Karhunen-Loève.
Outra caracterização de um processo de Wiener é a integral definida (de {\displaystyle 0} ao tempo {\displaystyle t}) de um processo gaussiano ("branco") delta-correlacionado com variância {\displaystyle 1} e média {\displaystyle 0}.
O processo de Wiener pode ser construído como o limite escalar de um passeio aleatório ou outros processos estocásticos de tempo discreto com incrementos independentes estacionários. Isto é conhecido como teorema de Donsker. Assim como o passeio aleatório, o processo de Wiener é recorrente em uma ou duas dimensões (o que significa que ele retorna quase certamente a qualquer vizinhança fixada da origem infinitas vezes), mas não é recorrente em três ou mais dimensões. Diferentemente do passeio aleatório, tem como característica a invariância de escala, o que significa que
{\displaystyle \alpha ^{-1}W_{\alpha ^{2}t}}
é um processo de Wiener para qualquer constante {\displaystyle \alpha } não nula. A medida de Wiener é a lei probabilística no espaço das funções contínuas {\displaystyle g}, com {\displaystyle g(0)=0}, induzido pelo processo de Wiener. Uma integral baseada na medida de Wiener pode ser chamada de integral de Wiener.

## Processo de Wiener como um limite do passeio aleatório
Considere {\displaystyle \xi _{1},\xi _{2},\ldots } variáveis aleatórias independentes e identicamente distribuídas com média {\displaystyle 0} e variância {\displaystyle 1}. Para cada {\displaystyle n}, defina um processo estocástico de tempo contínuo
{\displaystyle W_{n}(t)={\frac {1}{\sqrt {n}}}\sum \limits _{1\leq k\leq \lfloor nt\rfloor }\xi _{k}}
Esta é uma função passo aleatório. Incrementos de {\displaystyle W_{n}} são independentes porque {\displaystyle \xi _{k}} são independentes. Para {\displaystyle n} grande, {\displaystyle W_{n}(t)-W_{n}(s)}é próximo de {\displaystyle N(0,t-s)} pelo teorema central do limite. Conforme {\displaystyle n\to \infty }, {\displaystyle W_{n}} se aproximará de um processo de Wiener. A prova desta afirmação é oferecida pelo teorema de Donsker. Esta formulação explicou por que o movimento browniano é ubíquo.

## Propriedades de um processo de Wiener unidimensional

### Propriedades básicas
A função densidade de probabilidade incondicional, que segue distribuição normal com média igual a {\displaystyle 0} e variância igual a {\displaystyle t}, em um tempo fixado {\displaystyle t}:
{\displaystyle f_{W_{t}}(x)={\frac {1}{\sqrt {2\pi t}}}e^{-x^{2}/(2t)}.}
O valor esperado é zero:
{\displaystyle E[W_{t}]=0.}
A variância, usando a fórmula algébrica para a variância, é t:
{\displaystyle \operatorname {Var} (W_{t})=E\left[W_{t}^{2}\right]-E^{2}[W_{t}]=E\left[W_{t}^{2}\right]-0=E\left[W_{t}^{2}\right]=t.}

### Covariância e correlação
A covariância e a correlação:
{\displaystyle \operatorname {cov} (W_{s},W_{t})=\min(s,t),}
{\displaystyle \operatorname {corr} (W_{s},W_{t})={\frac {\operatorname {cov} (W_{s},W_{t})}{\sigma _{W_{s}}\sigma _{W_{t}}}}={\frac {\min(s,t)}{\sqrt {st}}}={\sqrt {\frac {\min(s,t)}{\max(s,t)}}}.}
Os resultados para o valor esperado e a variância seguem imediatamente da definição de que os incrementos têm uma distribuição normal, centrada em zero. Assim
{\displaystyle W_{t}=W_{t}-W_{0}\sim N(0,t).}
Os resultados para a covariância e a correlação seguem da definição de que incrementos não sobrepostos são independentes, da qual apenas a propriedade de que eles não são correlacionados é usada. Suponha que {\displaystyle t_{1}<t_{2}}.
{\displaystyle \operatorname {cov} (W_{t_{1}},W_{t_{2}})=\operatorname {E} \left[(W_{t_{1}}-\operatorname {E} [W_{t_{1}}])\cdot (W_{t_{2}}-\operatorname {E} [W_{t_{2}}])\right]=\operatorname {E} \left[W_{t_{1}}\cdot W_{t_{2}}\right].}
Substituindo
{\displaystyle W_{t_{2}}=(W_{t_{2}}-W_{t_{1}})+W_{t_{1}}}
Chegamos em:
{\displaystyle {\begin{aligned}\operatorname {E} [W_{t_{1}}\cdot W_{t_{2}}]&=\operatorname {E} \left[W_{t_{1}}\cdot ((W_{t_{2}}-W_{t_{1}})+W_{t_{1}})\right]\\&=\operatorname {E} \left[W_{t_{1}}\cdot (W_{t_{2}}-W_{t_{1}})\right]+\operatorname {E} \left[W_{t_{1}}^{2}\right].\end{aligned}}}
Já que {\displaystyle W(t_{1})=W(t_{1})-W(t_{0})} e {\displaystyle W(t_{2})-W(t_{1})} são independentes,
{\displaystyle \operatorname {E} \left[W_{t_{1}}\cdot (W_{t_{2}}-W_{t_{1}})\right]=\operatorname {E} [W_{t_{1}}]\cdot \operatorname {E} [W_{t_{2}}-W_{t_{1}}]=0.}
Assim
{\displaystyle \operatorname {cov} (W_{t_{1}},W_{t_{2}})=\operatorname {E} \left[W_{t_{1}}^{2}\right]=t_{1}.}

### Representação de Wiener
Wiener (1923) também deu uma representação de um caminho browniano em termos de uma série aleatória de Fourier. Se {\displaystyle \xi _{n}} são variáveis gaussianas independentes com média {\displaystyle 0} e variância {\displaystyle 1}, então
{\displaystyle W_{t}=\xi _{0}t+{\sqrt {2}}\sum _{n=1}^{\infty }\xi _{n}{\frac {\sin \pi nt}{\pi n}}}
e
{\displaystyle W_{t}={\sqrt {2}}\sum _{n=1}^{\infty }\xi _{n}{\frac {\sin \left(\left(n-{\frac {1}{2}}\right)\pi t\right)}{\left(n-{\frac {1}{2}}\right)\pi }}}
representa um movimento browniano em {\displaystyle [0,1]}. O processo escalado 
{\displaystyle {\sqrt {c}}\,W\left({\frac {t}{c}}\right)}
é um movimento browniano em {\displaystyle [0,c]} (vide teorema de Karhunen-Loève).

### Máximo corrente
A distribuição conjunta do máximo corrente
{\displaystyle M_{t}=\max _{0\leq s\leq t}W_{s}}
e {\displaystyle W_{t}} é
{\displaystyle f_{M_{t},W_{t}}(m,w)={\frac {2(2m-w)}{t{\sqrt {2\pi t}}}}e^{-{\frac {(2m-w)^{2}}{2t}}},\qquad m\geq 0,w\leq m.}
Para obter a distribuição incondicional de {\displaystyle f_{M_{t}}}, integra-se ao longo de {\displaystyle -\infty <w\leq m}:
{\displaystyle {\begin{aligned}f_{M_{t}}(m)&=\int _{-\infty }^{m}f_{M_{t},W_{t}}(m,w)\,dw=\int _{-\infty }^{m}{\frac {2(2m-w)}{t{\sqrt {2\pi t}}}}e^{-{\frac {(2m-w)^{2}}{2t}}}\,dw\\[5pt]&={\sqrt {\frac {2}{\pi t}}}e^{-{\frac {m^{2}}{2t}}},\qquad m\geq 0.\end{aligned}}}
E o valor esperado
{\displaystyle \operatorname {E} [M_{t}]=\int _{0}^{\infty }mf_{M_{t}}(m)\,dm=\int _{0}^{\infty }m{\sqrt {\frac {2}{\pi t}}}e^{-{\frac {m^{2}}{2t}}}\,dm={\sqrt {\frac {2t}{\pi }}}}
Se em {\displaystyle t} o processo de Wiener tem um valor conhecido {\displaystyle W_{t}}, é possível calcular a distribuição de probabilidade condicional do máximo no intervalo {\displaystyle [0,t]} (vide a distribuição de probabilidade de pontos extremos de um processo estocástico de Wiener).

### Autossemelhança

Uma demonstração do escalamento browniano, mostrando que para c decrescente. Note que as características gerais da função não mudam enquanto se aproxima e que a velocidade da ampliação na horizontal é igual ao quadrado da velocidade da ampliação na vertical.

#### Escalamento browniano
Para todo {\displaystyle c>0}, o processo {\displaystyle V_{t}=(1/{\sqrt {c}})W_{ct}} é outro processo de Wiener.

#### Reversão de tempo
O processo {\displaystyle V_{t}=W_{1}-W_{1-t}} para {\displaystyle 0\leq t\leq 1} é distribuído como {\displaystyle W_{t}}  para {\displaystyle 0\leq t\leq 1}.

#### Inversão de tempo
O processo {\displaystyle V_{t}=tW_{1/t}} é outro processo de Wiener.

### Uma classe de martingales brownianos
Se uma função polinomial {\displaystyle p(x,t)} satisfaz a equação diferencial parcial
{\displaystyle \left({\frac {\partial }{\partial t}}+{\frac {1}{2}}{\frac {\partial ^{2}}{\partial x^{2}}}\right)p(x,t)=0}
então o processo estocástico
{\displaystyle M_{t}=p(W_{t},t)}
é um martingale.
Exemplo: {\displaystyle W_{t}^{2}-t} é um martingale, que mostra que a variação quadrática de {\displaystyle W} em {\displaystyle [0,t]} é igual a {\displaystyle t}. Segue-se que o tempo de primeira saída esperado de {\displaystyle W} de {\displaystyle (-c,c)} é igual a {\displaystyle c^{2}}.
Mais geralmente, para toda função polinomial {\displaystyle p(x,t)}, o seguinte processo estocástico é um martingale:
{\displaystyle M_{t}=p(W_{t},t)-\int _{0}^{t}a(W_{s},s)\,\mathrm {d} s,}
em que {\displaystyle a} é a função polinomial
{\displaystyle a(x,t)=\left({\frac {\partial }{\partial t}}+{\frac {1}{2}}{\frac {\partial ^{2}}{\partial x^{2}}}\right)p(x,t).}
Exemplo: {\displaystyle p(x,t)=(x^{2}-t)^{2},} {\displaystyle a(x,t)=4x^{2};} o processo
{\displaystyle (W_{t}^{2}-t)^{2}-4\int _{0}^{t}W_{s}^{2}\,\mathrm {d} s}
é um martingale, que mostra que a variação quadrática do martingale {\displaystyle W_{t}^{2}-t} on [0, t]{\displaystyle [0,t]} é igual a
{\displaystyle 4\int _{0}^{t}W_{s}^{2}\,\mathrm {d} s.}

### Algumas propriedades de caminhos amostrais
O conjunto de todas as funções {\displaystyle w} com estes propriedades é composto inteiramente por medidas de Wiener. Isto é, um caminho (função amostral) do processo de Wiener tem todas estas propriedades quase certamente.

#### Propriedades qualitativas
- Para todo {\displaystyle \varepsilon >0}, a função {\displaystyle w} assume tanto valores (estritamente) positivos, como (estritamente) negativos em {\displaystyle (0,\varepsilon )}.
- A função {\displaystyle w} é contínua em todo lugar, mas diferenciável em lugar nenhum (assim como a função de Weierstrass).
- Pontos do máximo local da função {\displaystyle w} são um conjunto contável denso; os valores máximos são diferentes por pares; cada máximo local é agudo na seguinte acepção: se {\displaystyle w} tem um máximo local em {\displaystyle t}, então

{\displaystyle \lim _{s\to t}{\frac {|w(s)-w(t)|}{|s-t|}}\to \infty .}
O mesmo se aplica a mínimos locais.
- A função {\displaystyle w} não tem nenhum ponto de crescimento local, isto é, nenhum {\displaystyle t>0} satisfaz as seguintes condições para algum {\displaystyle \varepsilon } em {\displaystyle (0,t)}: em primeiro lugar, {\displaystyle w(s)\leq t} para todo {\displaystyle s} em {\displaystyle (t-\varepsilon ,t)}, e em segundo lugar, {\displaystyle w(s)\geq w(t)} para todo {\displaystyle s} em {\displaystyle (t,t+\varepsilon )}. O crescimento local é uma condição mais fraca do que aquela referente ao crescimento de {\displaystyle w} em {\displaystyle (t-\varepsilon ,t+\varepsilon )}. O mesmo se aplica ao decrescimento local.
- A função {\displaystyle w} é de variação limitada em todo intervalo.
- A variação quadrática de {\displaystyle w} ao longo de {\displaystyle [0,t]} é {\displaystyle t}.
- Os zeros da função {\displaystyle w} são um conjunto perfeito denso em lugar nenhum com medida de Lebesgue 0 e dimensão de Hausdorff {\displaystyle 1/2} (portanto, incontável).

#### Propriedades quantitativas

##### Lei do logaritmo iterado
{\displaystyle \limsup _{t\to +\infty }{\frac {|w(t)|}{\sqrt {2t\log \log t}}}=1,\quad {\text{quase certamente}}.}

##### Módulo de continuidade
Módulo local de continuidade:
{\displaystyle \limsup _{\varepsilon \to 0+}{\frac {|w(\varepsilon )|}{\sqrt {2\varepsilon \log \log(1/\varepsilon )}}}=1,\qquad {\text{quase certamente}}.}
Módulo global de continuidade (Lévy):
{\displaystyle \limsup _{\varepsilon \to 0+}\sup _{0\leq s<t\leq 1,t-s\leq \varepsilon }{\frac {|w(s)-w(t)|}{\sqrt {2\varepsilon \log(1/\varepsilon )}}}=1,\qquad {\text{quase certamente}}.}

#### Tempo local
A imagem da medida de Lebesgue em {\displaystyle [0,t]} sob o mapa {\displaystyle w} (a medida imagem) tem uma densidade {\displaystyle L_{t}(\cdot )}. Assim,
{\displaystyle \int _{0}^{t}f(w(s))\,\mathrm {d} s=\int _{-\infty }^{+\infty }f(x)L_{t}(x)\,\mathrm {d} x}
para uma ampla classe de funções {\displaystyle f} (nomeadamente, todas as funções contínuas, todas as funções localmente integráveis, todas as funções não negativas mensuráveis). A densidade {\displaystyle L_{t}} é (mais exatamente, pode ser e será escolhida como) contínua. O número {\displaystyle L_{t}(x)}é chamado de tempo local em {\displaystyle x} de {\displaystyle w} ao longo de {\displaystyle [0,t]}. É estritamente positiva para todo {\displaystyle x} do intervalo {\displaystyle (a,b)}, em que {\displaystyle a} e {\displaystyle b} são o menor e o maior valor de {\displaystyle w} em {\displaystyle [0,t]}, respectivamente. Para {\displaystyle x} fora deste intervalo, o tempo local evidentemente desaparece. Tratado como uma função de duas variáveis {\displaystyle x} e {\displaystyle t}, o tempo local é ainda contínuo. Tratado como uma função de {\displaystyle t} (em que {\displaystyle x} está fixado), o tempo local é uma função singular correspondente à medida não atômica sobre o conjunto de zeros de {\displaystyle w}.
Estas propriedades de continuidade são razoavelmente não triviais. Considere que o tempo local também possa ser definido (como a densidade da medida imagem) para uma função suave. Por consequência, entretanto, a densidade é descontínua, a não ser que a função dada seja monótona. Em outras palavras, há um conflito entre o bom comportamento de uma função e o bom comportamento de seu tempo local. Neste sentido, a continuidade do tempo local para o processo de Wiener é outra manifestação da não suavidade da trajetória

## Processos relacionados
O processo estocástico definido por
{\displaystyle X_{t}=\mu t+\sigma W_{t}}

Processos de Wiener com deriva (azul) e sem deriva (vermelho).

Processos de Wiener bidimensionais com deriva (azul) e sem deriva (vermelho).

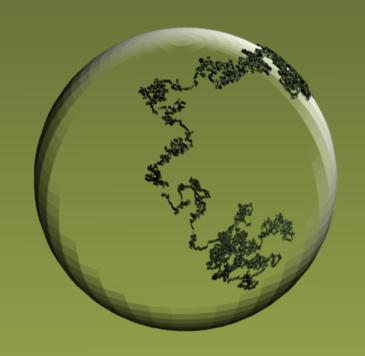
Um gerador de movimento browniano é o produto do operador de Laplace-Beltrami por 0,5. A imagem acima é de um movimento browniano em uma variedade especial: a superfície de uma esfera.

é chamado de processo de Wiener com deriva {\displaystyle \mu } e variância infinitesimal {\displaystyle \sigma ^{2}}. Estes processos representam todos os processos de Lévy contínuos.
Dois processos aleatórios no intervalo de tempo {\displaystyle [0,1]} aparecem, grosso modo, quando se condiciona o processo de Wiener a desaparecer nos dois extremos de {\displaystyle [0,1]}. Quando não se condiciona mais, o processo assume tanto valores positivos, como negativos em {\displaystyle [0,1]} e é chamado de ponte browniana. Condicionado a permanecer positivo em {\displaystyle [0,1]}, o processo é chamado de excursão browniana. Em ambos os casos, um tratamento rigoroso envolve um procedimento limitante, já que a fórmula {\displaystyle P(A|B)=P(A\bigcap B)/P(B)} não se aplica quando {\displaystyle P(B)=0}.
Um movimento browniano geométrico pode ser escrito como
{\displaystyle e^{\mu t-{\frac {\sigma ^{2}t}{2}}+\sigma W_{t}}.}
É um processo estocástico usado para modelar processos que nunca podem assumir valores negativos, tais como os valores de ações.
O processo estocástico
{\displaystyle X_{t}=e^{-t}W_{e^{2t}}}
é distribuído como o processo de Ornstein-Uhlenbeck.
O tempo de chegada a um único ponto {\displaystyle x>0} pelo processo de Wiener é uma variável aleatória com distribuição de Lévy. A família destas variáveis aleatórias (indexadas por todos os números positivos {\displaystyle x}) é uma modificação contínua à esquerda do processo de Lévy. A modificação contínua à direita deste processo é dada pelos tempos de primeira saída a partir de intervalos fechados {\displaystyle [0,x]}.
O tempo local {\displaystyle L=(L_{t}^{x})_{x\in R,t\geq 0}} de um movimento browniano descreve o tempo que o processo passa no ponto {\displaystyle x}. Formalmente,
{\displaystyle L^{x}(t)=\int _{0}^{t}\delta (x-B_{t})\,ds}
em que {\displaystyle \delta } é a função delta de Dirac. O comportamento do tempo local é caracterizado pelos teoremas de Ray-Knight.

### Martingales brownianos
Considere {\displaystyle A} um evento relacionado ao processo de Wiener (mais formalmente, um conjunto, mensurável no que se refere à medida de Wiener, no espaço de funções), e {\displaystyle X_{t}} a probabilidade condicional de {\displaystyle A} dado o processo de Wiener no intervalo de tempo {\displaystyle [0,t]} (mais formalmente, a medida de Wiener do conjunto de trajetórias cuja concatenação com a trajetória parcial dada em {\displaystyle [0,t]} pertence a {\displaystyle A}). Então, o processo {\displaystyle X_{t}} é um martingale contínuo. Sua propriedade martingale deriva imediatamente das definições, mas sua continuidade é um fato muito especial – um caso especial de um teorema geral que afirma que todos os martingales brownianos são contínuos. Um martingale browniano é, por definição, um martingale adaptado à filtração browniana, sendo esta, por definição, a filtração gerada pelo processo de Wiener.

### Movimento browniano integrado
A integral do tempo do processo de Wiener
{\displaystyle W^{(-1)}(t):=\int _{0}^{t}W(s)ds}
é chamada de movimento browniano integrado ou processo de Wiener integrado. Aparece em muitas aplicações e pode-se mostrar por cálculo que tem distribuição {\displaystyle N(0,t^{3}/3)}, usando o fato de que a covariância do processo de Wiener é {\displaystyle t\wedge s=\min(t,s)}.

### Mudança de tempo
Todo martingale contínuo (a partir da origem) é um processo de Wiener com tempo mudado.
Exemplo: {\displaystyle 2W_{t}=V(4t)}, em que {\displaystyle V} é outro processo de Wiener (diferente de {\displaystyle W}, mas distribuído como {\displaystyle W}).
Exemplo: {\displaystyle W_{t}^{2}-t=V_{A(t)}}, em que {\displaystyle A(t)=4\int _{0}^{t}W_{s}^{2}\,\mathrm {d} s} e {\displaystyle V} é outro processo de Wiener.
Geralmente, se {\displaystyle M} for um martingale contínuo, então {\displaystyle M_{t}-M_{0}=V_{A(t)}} , em que {\displaystyle A(t)} é a variação quadrática de {\displaystyle M} em {\displaystyle [0,t]} e {\displaystyle V} é um processo de Wiener.
Corolário: Considere {\displaystyle M_{t}} um martingale contínuo e
{\displaystyle M_{\infty }^{-}=\liminf _{t\to \infty }M_{t},}
{\displaystyle M_{\infty }^{+}=\limsup _{t\to \infty }M_{t}.}
Então, apenas os dois casos seguintes são possíveis:
{\displaystyle -\infty <M_{\infty }^{-}=M_{\infty }^{+}<+\infty ,}
{\displaystyle -\infty =M_{\infty }^{-}<M_{\infty }^{+}=+\infty ;}
outros casos (tais como {\displaystyle M_{\infty }^{-}=M_{\infty }^{+}=+\infty ,}   {\displaystyle M_{\infty }^{-}<M_{\infty }^{+}<+\infty }, etc.) são de probabilidade {\displaystyle 0}.
Especialmente, um martingale contínuo não negativo tem um limite finito (como {\displaystyle t\rightarrow \infty }) quase certamente.
Tudo o que foi afirmado nesta subseção sobre martingales também se aplica a martingales locais.

### Mudança de medida
Uma classe ampla de semimartingales contínuos (especialmente, de processos de difusão) está relacionada ao processo de Wiener por meio de uma combinação de mudança de tempo e mudança de medida.
Usando este fato, as propriedades qualitativas afirmadas acima para o processo de Wiener podem ser generalizadas para uma classe ampla de semimartingales contínuos.

### Processo de Wiener de valores complexos
O processo de Wiener de valores complexos pode ser definido como um processo aleatório de valores complexos da forma {\displaystyle Z_{t}=X_{t}+iY_{t}} em que {\displaystyle X_{t},Y_{t}} são processos de Wiener independentes (de valores reais).

#### Autossemelhança
O escalamento browniano, a reversão de tempo e a inversão de tempo são iguais aos do caso com valores reais.
Quanto à invariância de rotação, para cada número complexo {\displaystyle c} tal que {\displaystyle \left\vert c\right\vert =1}, o processo {\displaystyle cZ_{t}} é outro processo de Wiener de valores complexos

#### Mudança de tempo
Se {\displaystyle f} for uma função inteira, então, o processo {\displaystyle f(Z_{t})-f(0)} é um processo de Wiener de valores complexos com mudança de tempo.
Exemplo: {\displaystyle Z_{t}^{2}=(X_{t}^{2}-Y_{t}^{2})+2X_{t}Y_{t}i=U_{A(t)}} em que
{\displaystyle A(t)=4\int _{0}^{t}|Z_{s}|^{2}\,\mathrm {d} s}
e {\displaystyle U} é outro processo de Wiener de valores complexos.
Em contraste com o caso de valores reais, um martingale de valores complexos geralmente não é um processo de Wiener de valores complexos com mudança de tempo. Por exemplo, o martingale 2Xt + iYt{\displaystyle 2X_{t}+iY_{t}} não é (aqui {\displaystyle X_{t},Y_{t}} são processos de Wiener independentes, assim como antes).